# Elliot Parish
Pour les articles homonymes, voir Parish.
Elliot Charles Parish, né le 20 mai 1990 à Towcester, est un footballeur anglais, qui évolue au poste de gardien de but au sein du club de Dundee.

## Biographie
Avec l'équipe d'Angleterre des moins de 20 ans, il participe à la Coupe du monde des moins de 20 ans en 2009. Lors du mondial junior organisé en Égypte, il officie comme gardien titulaire et joue trois matchs, contre l'Uruguay, le Ghana, et l'Ouzbékistan. Il encaisse un total de six buts.
Elliot Parish joue 13 matchs en deuxième division anglaise avec l'équipe de Blackpool.
Le 20 juillet 2017, il rejoint le Dundee Football Club, ou il office comme gardien rempaçant. Lorsque Scott Bain rejoint Celtic, Parish devient le premier choix de l'entraîneur.